# Museo storico nazionale (Atene)
Il Museo storico nazionale (in greco Εθνικό Ιστορικό Μουσείο?, Ethnikó Istorikó Mouseío) è un museo storico di Atene. Fondato nel 1882, è il più antico museo della Grecia del suo genere. È ospitato nel Parlamento vecchio di Atene in via Stadiou, lo stesso edificio che fu sede del Parlamento della Grecia dal 1875 al 1932.

## Collezioni
Il museo espone la collezione della Società storica ed etnologica della Grecia, fondata nel 1882. È la più antica collezione del suo genere in Grecia; prima di essere trasferita nella sede attuale, era esposta nell'edificio principale dell'Università tecnica nazionale di Atene.
Contiene cimeli storici relativi al periodo dalla caduta di Costantinopoli, conquistata dagli Ottomani nel 1453, fino alla Seconda guerra mondiale, con particolare interesse per il periodo della Guerra d'indipendenza greca e la nascita della Grecia moderna.
Fra gli oggetti esposti vi sono armi e cimeli di personaggi storici, dipinti storici di artisti greci e stranieri, manoscritti, nonché una vasta collezione di costumi folkloristici di varie regioni della Grecia. La collezione è esposta lungo i corridoi e nelle sale del palazzo, mentre la grande aula centrale è usata per le conferenze.